# Haberfeldtreiben

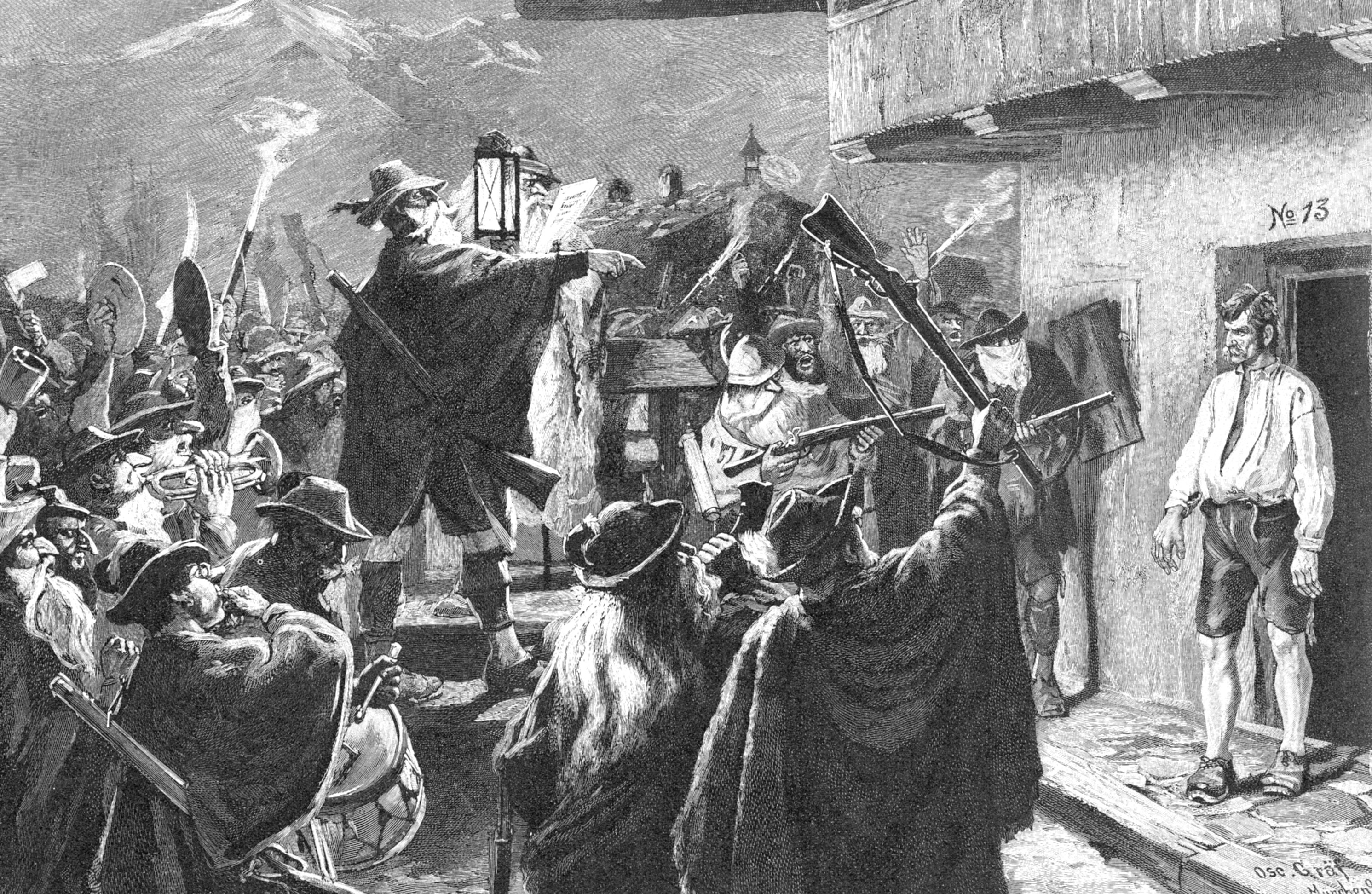
Haberfeldtreiben (Oskar Gräf, 1895)

Das Haberfeldtreiben ist ein heute nicht mehr gebräuchliches (oft geheimes) Rügegericht im Oberland (Bayern), das vor allem in der ehemaligen Grafschaft Hohenwaldeck (die Gegend rund um Tölz, Tegernsee, Miesbach, Rosenheim und Ebersberg) ausgeübt wurde.

## Bedeutung
Beim Haberfeldtreiben handelte es sich um ein nach mehr oder weniger festen Regeln ablaufendes Ritual, in dessen Verlauf den Beschuldigten in Versform ihre Verfehlungen vorgehalten wurden. In der Regel versammelte man sich auf Wiesen oder Hügeln in Hörweite der betroffenen Dörfer. Die Inhalte der „Treiben“ (Haberfeldtreiber oder Haberer) waren häufig sittlicher Natur, ebenso oft aber wurden auch soziale oder wirtschaftliche (Un-)Taten gerügt.
Das Haberfeldtreiben kann heute als Rügebrauch bezeichnet werden; die einem Gericht innewohnende Möglichkeit, sich gegen die vorgeworfenen Verfehlungen verteidigen zu können, bestand dabei gerade nicht.
In anderen Gegenden hatten Katzenmusiken oder Rappeln ähnliche rügegerichtliche Funktionen.

## Begriff
Der Name Haberfeld (mundartlich für Haferfeld) lässt mehrere mögliche Ursprünge zu. Einmal kann er daher rühren, dass Feldmark-Frevler und Wucherer ehemals mit Verheerung ihrer Felder bestraft wurden; nach anderer, etymologisch nicht belegbarer Ansicht aber auch daher, dass gefallene Mädchen früher von den Burschen des Dorfs unter Peitschenhieben durch ein Haberfeld getrieben worden seien. Auch das abgeerntete Haberfeld als Schauplatz des Treibens wird hier angeführt. Elmar A. M. Schieder zeigt etwa 20 unterschiedliche Interpretationsmöglichkeiten auf. Viele davon sind laut Schieder unwahrscheinlich, weil die Erscheinungsform der ersten urkundlichen nachgewiesenen Treiben keine Parallelen zu Gerichtsverfahren, Feme, Vermummungs- oder Maskenbrauch aufweist. Sie deutet eher auf ein aus der Gemeinschaft den Burschen zuerkanntes Recht, zum eigenen Gaudium und dem der Gemeindemitglieder ein gefallenes, vielleicht noch hochnäsiges Mädchen zu verspotten. Ähnliche Bräuche sind die Katzenmusiken, die Hochzeits- und Fastnachtsgerichte und das Gasslgehen.
Er folgt damit Schmeller, der auf den Ausdruck „jemanden auf die Haberwaid schlagen“ bei Hans Sachs verweist. Diesen Begriff leitet Sachs vom „Schlagen des Viehs auf die späteste und trostloseste Weide“ ab und deutet ihn in das Sitzenlassen einer Geliebten um, vgl. „einen Korb geben“. Dieser Ausdruck würde widerspiegeln, was dem „Opfer“ des Haberfeldtreibens widerfahren ist, das (geschwängert) von seinem Liebhaber sitzen gelassen wurde (so zumindest in den frühesten Treiben). Das persönliche Schicksal „ins Haberfeld treiben“, das der Frau oder dem Mädchen widerfuhr, machten die Burschen zu einer öffentlichen Angelegenheit, indem sie vor ihr Haus zogen und sie verspotteten und sie damit nochmals öffentlich ins Haberfeld trieben. Eine ganz andere Deutung leitet die Namensherkunft vom Fell und Hörner eines Ziegenbocks (Caper-Fell, Ziege lat. = capra sowie haf(e)r keltisch = Bock) her, das als Kleidungsstück verwendet worden ist. Einen direkten sprachlichen Hinweis gibt die Habergeiß, die Ziegengeiß. Vergleicht man das Brauchtum und die Kleidung, die mit dem Begriff Habergeiß verbunden sind, so darf der Begriff Percht nicht fehlen. Die Perchten tragen als Kostüm ein Bockskostüm. Auch dieses Brauchtum lebt ähnlich wie das Haberfeldtreiben von bedrohlichen Umzügen zu regional unterschiedlichen Anlässen und Zeiten. Haberfeldtreiben, Percht und Habergeiß haben gemeinsam, dass die Gesichter der Teilnehmer und Kostümträger nicht erkennbar sind.

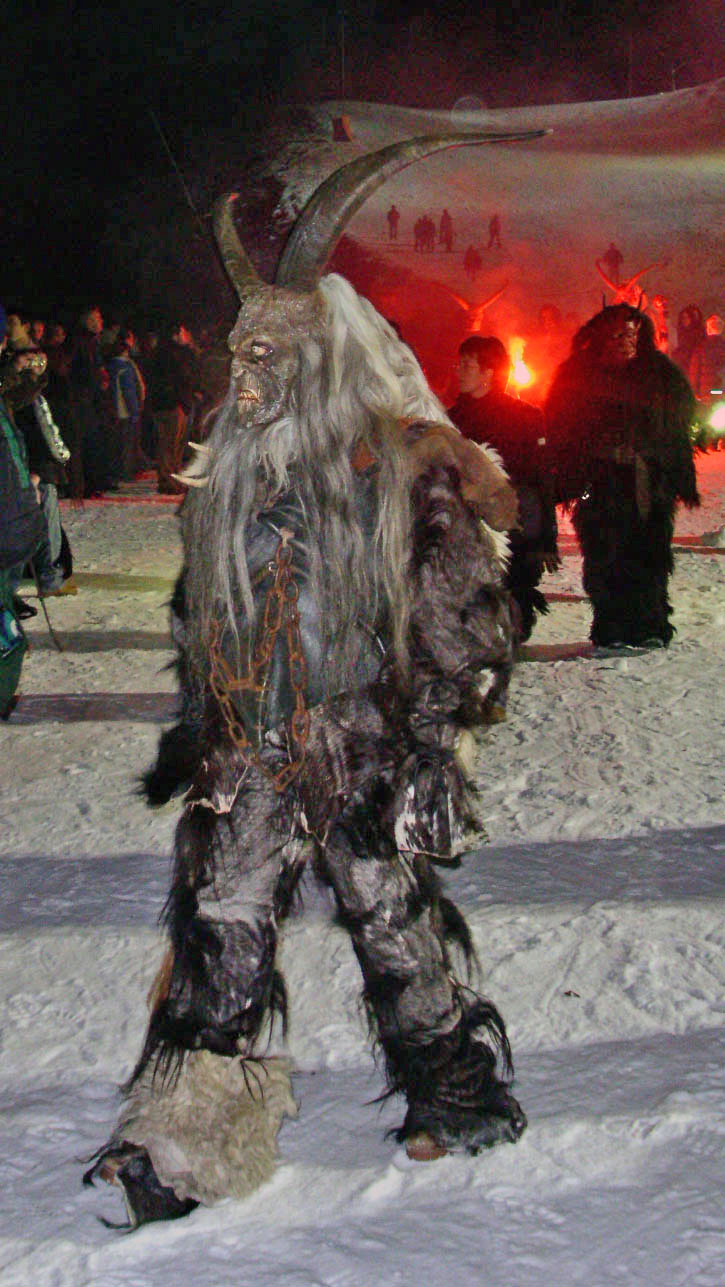
Percht im Haberfell, Klagenfurt

Das Haberfeldtreiben wird oftmals als bayerische Form des Femegerichts bezeichnet; dies ist jedoch nicht korrekt, da es sich im rechtshistorischen Sinne um keine Form der Femegerichte und auch nicht um Freigerichte handelt, mangels der hoheitlichen Legitimation. Ein Vergleich ist bestenfalls im „übertragenen“ Sinne des verallgemeinernden Sprachgebrauches möglich, die historischen und rechtlichen Wurzeln sind völlig unterschiedlich und auch von den Bedeutungen, Inhalten und Ausformungen nicht zu vergleichen.

## Anlässe und Aussehen
Anlass der Haberfeldtreiben waren Verstöße der Obrigkeit gegen das Recht, das Rechtsempfinden des Volkes sowie Verstöße Einzelner gegen Sitte und Moral. Die Teilnehmer, die Haberer, waren meist vermummt oder hatten geschwärzte Gesichter, damit sie von den Opfern nicht erkannt werden konnten. Haberer rekrutierten sich meist aus Bauern, Handwerkern und einfachen Arbeitern; sie führten meist Gewehre und verschiedene Lärminstrumente mit sich. Der Anführer, der sogenannte „Haberfeldmeister“, war an zwei weißen Gockelfedern an seinem Hut zu erkennen.
Abgesehen von den frühesten Treiben (bis ca. 1700) fanden die Haberfeldtreiben nie innerhalb von Ortschaften statt, sondern stets auf nahe gelegenen Wiesen oder Hügeln, nah genug, dass man mit Publikum rechnen konnte, aber auch weit genug, um Umzingelung durch die Gendarmerie oder Angriffe aus Häusern heraus zu vermeiden. In der Regel (Ausnahme z. B. das Treiben gegen den Pfarrer von Irschenberg) galten die Treiben mehreren Personen. Es sollte sich ja sowohl für die Haberer als auch die Zuschauer lohnen. Gelegentlich, insbesondere während der Daxerzeit, als Johann Vogl, genannt der Daxer vo Wall, Haberfeldmeister war (bis zu seiner unrühmlichen Absetzung 1886), setzte man dabei mehr auf Masse denn auf Klasse und erfand gerne mal den einen oder anderen Rügegrund oder gab sich mit Gerüchten zufrieden.
Die Haberer waren spätestens ab 1840 wegen der zunehmenden staatlichen Verfolgung streng organisiert. 100 Teilnehmer waren keine Seltenheit; 1893 in Miesbach sollen es etwa 350 gewesen sein. (Am Sammelplatz beim Stoibstadel wurde alleine an drei Stellen Bier ausgeschenkt.)

## Ablauf

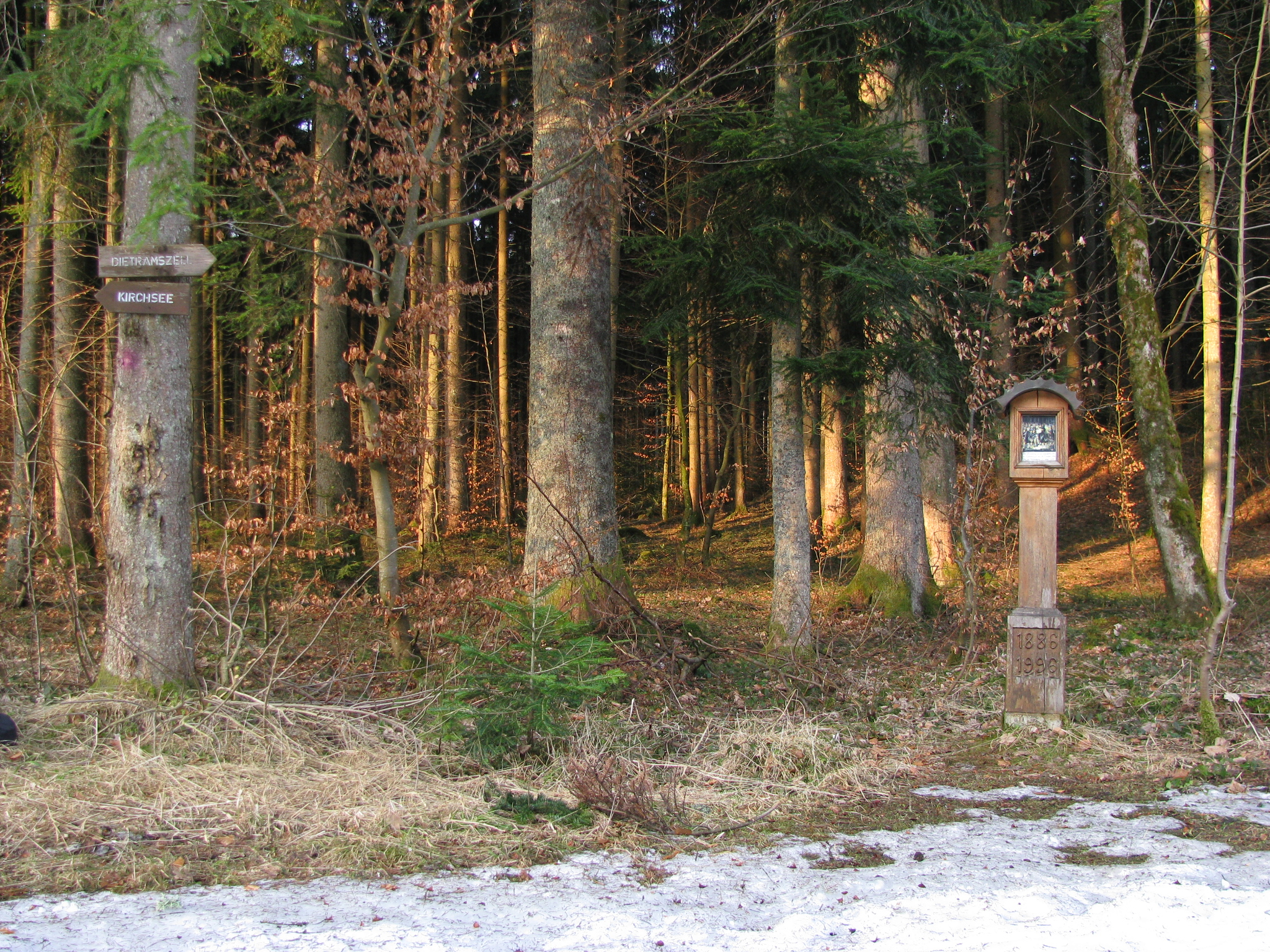
Sammelplatz eines Haberfeldtreibens im Zeller Wald bei Dietramszell

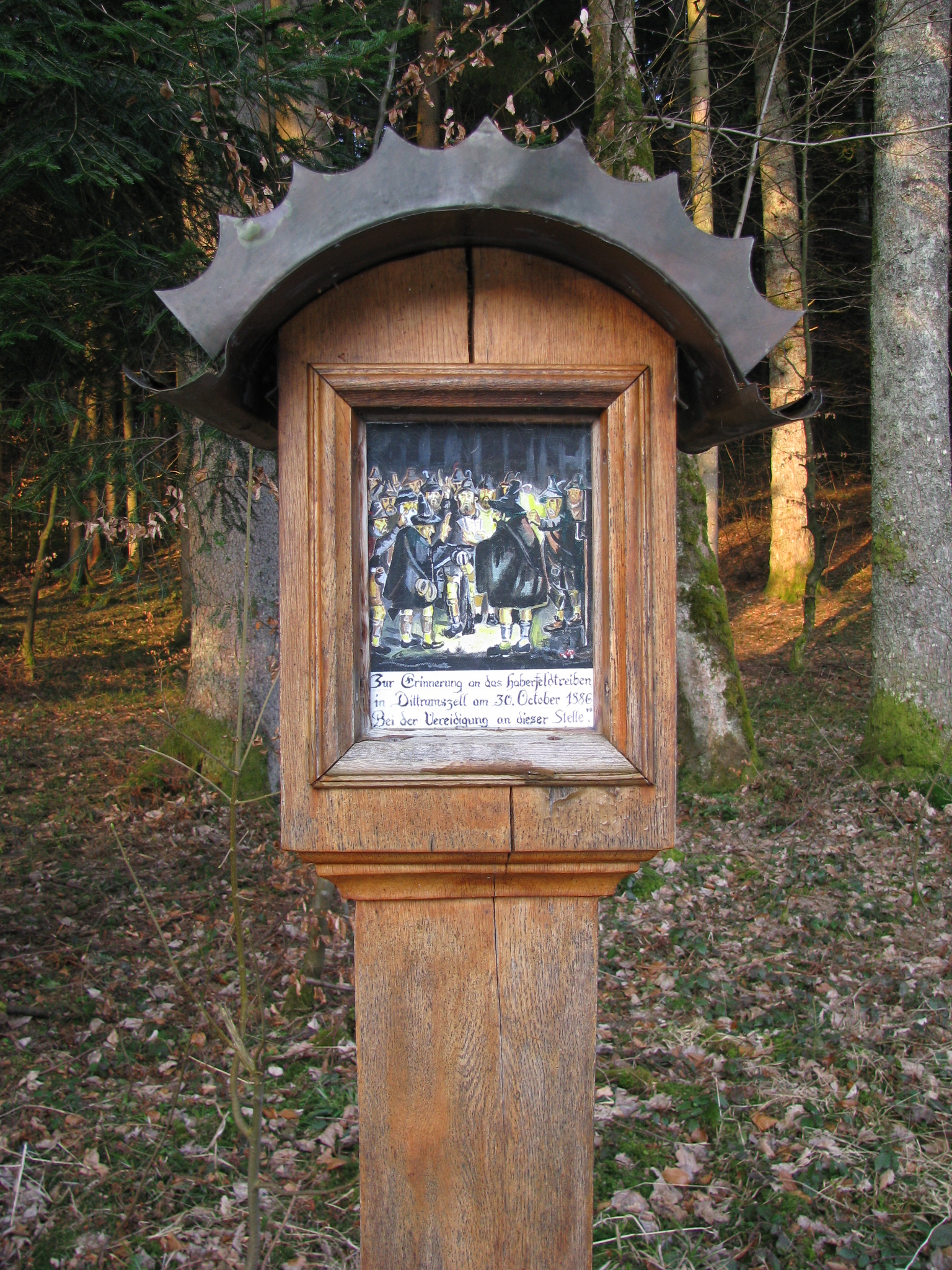
Bildstock zur Erinnerung an ein Haberfeldtreiben im Jahr 1886

Die einzelnen Treiben unterschieden sich zwar in Details, hielten sich aber an den folgenden groben Ablauf:
- Treffen der Haberergruppen am Sammelplatz
- Schwur des Haberereids, der bei Todesstrafe zum Schweigen verpflichtete
- Geordneter Aufbruch zum Treibplatz
- Wecken der Opfer
  - Einige (meist zwei) Burschen drangen in die Ortschaft ein und schlugen an die Türen und Fenster der zu rügenden Personen.
  - Nach deren Rückkehr minutenlanges Lärmen mit Gewehren, Böllern, Feuerwerk, Musikinstrumenten, Ratschen etc.

Wenn das missliebige Individuum zuvor trotz wiederholter mündlicher und brieflicher Verwarnungen keine Besserung gezeigt hatte, sammelten sich um das Gehöft des Missetäters hundert und mehr vermummte, geschwärzte, oft bewaffnete Personen, umschlossen das Haus und riefen den Schuldigen ans Fenster oder an die Tür, die er aber bei Leibes- und Lebensstrafe nicht überschreiten durfte. Darauf wurden „im Namen Kaiser Karls des Großen im Untersberg“ die Treiber verlesen, und zwar unter fingierten Namen und Würden, wie: Herr Landrichter von Tegernsee, Herr Pfarrer von Gmund etc., und diese antworteten mit einem lauten „Hier“.
Sobald sich genug Zuhörer eingefunden hatten, wurde mit dem Verlesen der Rügeverse begonnen. Nach jedem Durchlauf fragte der Vorleser: „Is des wahr?“, worauf die Haberfeldtreiber antworteten: „Ja! Wahr is!!“, worauf der Vorleser rief: „Nachad treibt’s zua!“, worauf wieder gelärmt wurde. Wenn das Treiben nicht wegen Entdeckungsgefahr durch die Justiz frühzeitig beendet werden musste, endete es mit einem Hoch auf den Landesvater und einer minutenlangen Lärmsalve. Beim meist schnellen Rückzug wurden Lampen und Laternen gelöscht und man spielte die Melodie Was man aus Liebe tut.
Nach Georg Queri war die Hauptsache „der Schlußakt, wo dann die Teilhaber mit klappernden Windmühlen, Ketten, Kuhschellen und Peitschen einen Höllenlärm vollführen oder Katzenmusik und Charivari veranstalten. Damit ist Name und Gedächtnis gebrandmarkt und der Ärgernisgeber von der ehrlichen Gesellschaft ausgeschlossen“.

## Ausschreitungen
Wenn ein Haberfeldtreiben planmäßig vonstattenging, war mit Ausschreitungen nicht zu rechnen. Viele Gewalttaten oder Zerstörungen, die den Haberern nachgesagt wurden, gelten in der heutigen Forschung als nächtlicher Radau ohne direkten Bezug zum Haberfeldtreiben. Der Bezug war stattdessen meist zum Wildern gegeben und in der Regel waren Haberer auch Wilderer und umgekehrt.
Mit einer einzigen Ausnahme ist nicht bekannt, dass sich jemals eines der Treibopfer aus dem Haus gewagt hätte. Bei diesem einen Treiben war es ein mutiger Wirt, dem allerdings durch Gewehrschüsse schnell gedeutet wurde, er möge sich wieder in seine Stube zurückbegeben.

## Ursprung und Geschichte
Nachdem die Obrigkeit die Haberer zunächst mit einem gewissen Wohlwollen, sozusagen als „Selbstreinigung“, betrachtet hatte, sah man sich schließlich gezwungen, energisch gegen sie vorzugehen und teils drakonische, oft mehrjährige Haft- und hohe Geldstrafen auszusprechen.
Seine Blütezeit erlebte das Haberfeldtreiben im 18. und 19. Jahrhundert. Zwischen 1700 und 1900 sind etwa 130 Haberfeldtreiben aktenkundig, die Dunkelziffer dürfte jedoch weit höher liegen. Das erste nachweisbare Haberfeldtreiben war 1717 in Vagen. Ursprünglich kannte man den Brauch nur im Mangfallgebiet, etwa zwischen Bad Aibling und Miesbach, erst später hat er sich weiter ausgedehnt. Größere Haberfeldtreiben gab es nach alten Gerichtsakten u. a. in Albaching (1864), Edling (1865), Hohenlinden (1866), Söchtenau (1867) und in Miesbach (1893). Weithin bekannte Haberfeldmeister waren Johann Vogl, genannt der Daxer von Wall, Balthasar Killi von Münster bei Glonn und Thomas Bacher aus Westerham.
Das zunächst bei der bayerischen Obrigkeit als moralische „Selbstreinigung“ der Bevölkerung tolerierte Treiben wurde mit den Jahren immer mehr zu einem öffentlichen Spektakel, der moralisch-rechtliche Hintergrund trat immer weiter zurück. Die Treiben fanden immer weniger Unterstützung, als größere Schäden und Verrohung bei den Treiben zum Regelfall wurden. Ab dem Jahr 1840 lässt sich eine immer geringere Toleranz gegenüber den Haberern seitens der Regierung feststellen. Es wurde teils das Militär zur Wiederherstellung von Recht und Ordnung herangezogen und drakonische Strafen gegen die Haberer verhängt.
Das letzte Haberfeldtreiben von Bedeutung fand in der Nacht vom 7. auf den 8. Oktober 1893 im bayerischen Stadlberg bei Miesbach statt. Getrieben wurden unter anderem ein Pfarrer aus Miesbach sowie ein Distrikttechniker und ein Polizeidiener. Während der Pfarrer der Hurerei bezichtigt wurde, dürfte dem Polizeidiener seine kritische Haltung gegenüber dem Haberfeldtreiben zum Verhängnis geworden sein. Das Treiben kulminierte in einem Schusswechsel mit der Gendarmerie, wobei ein Gendarm verwundet wurde. In der Folge konnten 89 Teilnehmer gefasst und teilweise zu Zuchthausstrafen sowie – in wenigen Fällen – zu mehrjährigen Haftstrafen verurteilt werden.  Zwei weitere Treiben 1894 brachen den Haberern schließlich das Genick, da sämtliche Teilnehmer gefasst und verhaftet wurden.

### Wiederbelebungsversuch
Nachdem das Haberfeldtreiben über hundert Jahre keine Bedeutung mehr hatte, 1922 wegen aufgetretener Exzesse auch polizeilich verboten worden war und nur noch insgeheim fortbestand, erfuhr es im November 2008 einen höchst umstrittenen Versuch der Wiederbelebung, als mehr als 2000 Milchbauern in der Gemeinde Ruhstorf an der Rott ihren Protest gegen die Politik des Deutschen Bauernverbandes und seines Präsidenten Gerd Sonnleitner wegen des zuvor wieder stark gesunkenen Milchpreises auf dem Marktplatz des Ortes lautstark zum Ausdruck brachten. Dabei hielten sich die Teilnehmer in vielen Dingen an das historische Vorbild. Die Funktion des Haberfeldmeisters übte ein Rinderhalter aus Kronach aus. Sonnleitners Hof, an dem sich etwa 150 Personen zu einer Gegenkundgebung eingefunden hatten, liegt nur wenige hundert Meter vom Marktplatz entfernt. Das Haberfeldtreiben, das von der Arbeitsgemeinschaft bäuerliche Landwirtschaft mitinitiiert wurde, blieb entgegen einigen Befürchtungen gewaltfrei. Die Protestaktion wurde von Seiten des Bauernverbandes scharf kritisiert. Im Jahr darauf wurde die Aktion wiederholt.
Ein ähnlicher Protest fand am 3. Juni 2009 vor der Staatskanzlei in München statt. Die Arbeitsgemeinschaft bäuerliche Landwirtschaft hatte unter dem Haberermeister Anton Prechtl zu einer Kundgebung in Form eines Haberfeldtreibens aufgerufen. Es versammelten sich 650 Bauern und protestierten gegen die wirtschaftlichen Rahmenbedingungen für die Landwirtschaft in Bayern. Kritik erfuhr die Demonstration unter anderem von Justizministerin Beate Merk (CSU).

### Heutige Brauchtumsversion
Als entschärfte, unterhaltsame Form findet man das Haberfeldtreiben mitunter noch in ländlichen Gegenden Bayerns, z. B. bei Geburtstagsfesten. Dem „Angeklagten“ werden hierbei vor der Festgesellschaft seine „Untaten“ in Gedichtform vorgetragen. Nach jedem Versabsatz fragt der Vortragende: „Manna, is wahr?“ Sind die Haberer einverstanden, erwidern sie „Ja, wahr is!“, darauf kommt der Befehl: „Na treibts zua.“ Nun erfolgt mit den mitgebrachten Lärminstrumenten wie Kuhglocken, Trommeln, Ratschen, Trompeten usw. ein Höllenlärm, der auf Handzeichen vom Haberermeister sofort abbricht. Mit der Drohung, im nächsten Jahr wiederzukommen, falls sich der Untäter nicht bessert, ziehen sich die Haberer am Ende des Treibens geordnet zurück.
Jedes Jahr findet in der oberbayerischen Kreisstadt Miesbach während des Schupfenfests am dritten Wochenende im Juli das größte inszenierte Haberfeldtreiben statt. Das Schauspiel wird am Sonntagabend auf dem Habererplatz vom Verein d’Haberer Miesbach veranstaltet.
Im oberbayerischen Benediktbeuern wird jedes Jahr im Rahmen des am Faschingsdienstag stattfindenden Maschkera-Umzuges ein historisches Haberfeldtreiben dargestellt.

## Sonstiges
- In dem Roman Ein alter Streit von Wilhelmine von Hillern, der in den 1860er Jahren spielt und 1898 erschien, ist das Haberfeldtreiben zentraler Gegenstand der Geschichte.
- In der Folge Die Haberer (1971) der Gerichtssendung Königlich Bayerisches Amtsgericht, die in den Jahren 1911/1912 spielt, sind drei (vermeintliche) Haberer angeklagt.[15]
- In Stück und Film Jagdszenen aus Niederbayern wird das Thema aufgegriffen und in das Jahr 1948 verlegt.
- Auf Konstantin Weckers Doppel-LP Live 10/1979 wurde das Haberfeldtreiben in einem eigenen Lied thematisiert.
- In der Folge Treibjagd (2000) der Krimiserie Der Bulle von Tölz ist ein Haberfeldtreiben mit beinahe tödlichem Ausgang zentrales Thema.